# 구로바루역
구로바루역(일본어: 九郎原駅)은 일본 후쿠오카현 이즈카시에 위치한 규슈 여객철도 사사구리 선(후쿠호쿠유타카 선)의 철도역이다. 상대식 승강장 2면 2선의 구조를 갖춘 지상역이다.

## 이용 현황
| 승차 인원 추이 | 승차 인원 추이 |
| 연도           | 1일 평균       |
| -------------- | -------------- |
| 2007           | 22             |
| 2008           | 19             |
| 2009           | 19             |
| 2010           | 16             |
| 2011           | 14             |
| 2012           | 19             |
| 2013           | 19             |

## 역 주변
- 국도 제201호선 야키야마 바이패스 지쿠호니시 나들목

## 역사
- 1968년 5월 25일 : 일본국유철도가 개설. 사사구리 선 게이센 ~ 사사구리 간의 개통과 동시에 개업.
- 1987년 4월 1일 : 일본국유철도 분할 민영화에 의해, 규슈 여객철도가 승계.
- 2009년 3월 1일 : IC카드 SUGOCA의 사용을 개시.

## 인접 역
| 큐슈여객철도 사사구리 선 | 큐슈여객철도 사사구리 선 | 큐슈여객철도 사사구리 선   |
| ------------------------ | ------------------------ | -------------------------- |
| 지쿠젠다이부 노가타 방면 | ■ 사사구리 선            | 기도난조인마에 하카타 방면 |